# العلاقات البوتانية الجورجية
العلاقات البوتانية الجورجية هي العلاقات الثنائية التي تجمع بين بوتان وجورجيا.

## مقارنة بين البلدين
هذه مقارنة عامة ومرجعية للدولتين:
| وجه المقارنة                                              | بوتان          | جورجيا                          |
| --------------------------------------------------------- | -------------- | ------------------------------- |
| المساحة (كم2)                                             | 38.39 ألف      | 69.70 ألف                       |
| عدد السكان (نسمة)                                         | 807.61 ألف     | 3.72 مليون                      |
| الكثافة السكانية (ن./كم²)                                 | 21.04          | 53.37                           |
| العاصمة                                                   | تيمفو          | تبليسي، كوتايسي                 |
| اللغة الرسمية                                             | لغة دزونكا     | اللغة الجورجية، اللغة الأبخازية |
| العملة                                                    | نغولترم بوتاني | لاري جورجي                      |
| الناتج المحلي الإجمالي (بليون دولار)                      | 2.51 مليار     | 15.16 مليار                     |
| الناتج المحلي الإجمالي (تعادل القوة الشرائية) بليون دولار | 6.49 مليار     | 35.68 مليار                     |
| الناتج المحلي الإجمالي الاسمي للفرد دولار أمريكي          | 2.66 ألف       | 3.79 ألف                        |
| الناتج المحلي الإجمالي للفرد دولار أمريكي                 | 7.82 ألف       |                                 |
| مؤشر التنمية البشرية                                      | 0.605          | 0.754                           |
| رمز المكالمات الدولي                                      | +975           | +995                            |
| رمز الإنترنت                                              | .bt            | .ge، .გე ‏                       |
| المنطقة الزمنية                                           | ت ع م+06:00    | ت ع م+04:00                     |

## منظمات دولية مشتركة
يشترك البلدان في عضوية مجموعة من المنظمات الدولية، منها:
| علم المنظمة | اسم المنظمة                   | تاريخ انضمام بوتان | تاريخ انضمام جورجيا |
| ----------- | ----------------------------- | ------------------ | ------------------- |
|             | البنك الدولي للإنشاء والتعمير | 28 سبتمبر 1981     | 7 أغسطس 1992        |
|             | يونسكو                        | 13 أبريل 1982      | 7 أكتوبر 1992       |
|             | الاتحاد البريدي العالمي       | ?                  | ?                   |
|             | الاتحاد الدولي للاتصالات      | 15 سبتمبر 1988     | 7 يناير 1993        |
|             | مؤسسة التمويل الدولية         | 1 ديسمبر 2003      | 29 يونيو 1995       |
|             | الأمم المتحدة                 | 21 سبتمبر 1971     | 31 يوليو 1992       |
|             | مؤسسة التنمية الدولية         | 28 سبتمبر 1981     | 31 أغسطس 1993       |

## وصلات خارجية
- موقع وزارة الخارجية البوتانية
- موقع وزارة الخارجية الجورجية